# 贝格施特拉瑟县
贝格施特拉瑟县（德語：Landkreis Bergstraße）是德国黑森州达姆施塔特行政区的一个县，首府黑彭海姆。

## 地理
贝格施特拉瑟县北面与大盖劳县和达姆施塔特-迪堡县，东面与奥登瓦尔德县，南面与巴登-符腾堡州的莱茵-内卡县和曼海姆市相邻，西面的莱茵河是黑森州与莱茵兰-普法尔茨州的天然州界，莱茵河左岸是莱茵兰-普法尔茨州的沃尔姆斯市和莱茵-普法尔茨县。

## 外部連結
- Official website（页面存档备份，存于）